# Carvalhal de Aroeira
Carvalhal da Aroeira é uma aldeia portuguesa situada na freguesia de São Pedro (Torres Novas)  no concelho de Torres Novas e Distrito de Santarém. Uma aldeia da província de Ribatejo, seu principal feriado municipal é a Quinta-feira da Ascensão.
O concelho a que pertence esta localidade é composto por 17 freguesias: Alcorochel, Assentiz, Brogueira, Chancelaria, Lapas, Meia Via, Olaia, Paço, Parceiros de Igreja, Pedrógão, Riachos, Ribeira Branca, Torres Novas (São Pedro), Torres Novas (Salvador), Torres Novas (Santa Maria), Torres Novas (Santiago), Zibreira.